# Ladislav Wait
Ladislav Wait (20. března 1904 – 15. května 1962) byl český a československý politik Československé strany socialistické a poúnorový poslanec Národního shromáždění ČSR a Národního shromáždění ČSSR.

## Biografie
Ve volbách roku 1954 byl zvolen za ČSS poslancem ve volebním obvodu Brno-město VIII. Mandát obhájil ve volbách v roce 1960 (nyní již jako poslanec Národního shromáždění ČSSR za Jihomoravský kraj, podílel se na projednávání nové ústavy ČSSR). V Národním shromáždění zasedal do své smrti roku 1962.
K roku 1954 se profesně uvádí jako vedoucí odboru místního hospodářství na KNV v Brně. Byl členem předsednictva Ústředního výboru Národní fronty a místopředsedou Československé strany socialistické. K roku 1960 rovněž zasedal v radě KNV v Brně.